# Principiul antropic final
Principiul antropic final (engleză Final anthropic principle) este definit de fizicienii John D. Barrow și Frank J. Tipler, în cartea lor din 1986 The Anthropic Cosmological Principle (Principiul antropic cosmologic) ca o generalizare a principiului antropic, după cum urmează:
 Prelucrarea inteligentă a informației trebuie să apară în existența Universului, și, odată ce a apărut, nu va muri niciodată.
Barrow și Tipler declară că, deși principiul antropic final este o declarație pur fizică, valabilitatea acestui principiu este o precondiție fizică pentru ca valorile morale să apară și să continue să existe în univers: nu pot exista valori morale de orice tip într-o cosmologie fără viață. Mai mult, Principiul antropic final pare să implice un cosmos în care îmbunătățirea societății depinde de efortul uman. 